# تور اندرسن
تور اندرسن (به انگلیسی: Tor Endresen) (زاده ۱۵ ژوئن ۱۹۵۹) خواننده، آهنگساز نروژی است.
او نماینده نروژ در مسابقه آواز یوروویژن ۱۹۹۷ بود.